# Gương cầu lõm

Gương cầu lõm

Gương cầu lõm hay Gương hội tụ là gương có bề mặt phản xạ là mặt trong của một phần hình cầu và hướng về phía nguồn sáng. Ảnh một vật tạo bởi gương cầu lõm thường là ảnh ảo và thường lớn hơn vật. Ảnh ảo đó không hứng được trên màn chắn.
Gương cầu lõm có thể hội tụ một chùm tia sáng tới song song tại 1 điểm trước gương và ngược lại, biến đổi 1 chùm tia tới phân kì thích hợp thành một chùm tia phản xạ song song. Không giống như gương cầu lồi, tính chất ảnh của vật sẽ khác nhau tùy thuộc vào vị trí tương đối của vật so với tiêu điểm và tâm của gương. Gương cầu lõm khi ánh sáng mặt trời chiếu vào thì sẽ nung nóng vật và có thể đốt cháy vật

## Ảnh tạo bởi Gương cầu lõm
| Vị trí của vật (S), Tiêu điểm (F)                              | Tính chất ảnh | Hình minh hoạ |
| -------------------------------------------------------------- | --- | ------------- |
| {\displaystyle S<F} (Vật giữa tiêu điểm và gương)              | - Ảnh ảo - Cùng chiều với vật - Lớn hơn vật |               |
| {\displaystyle S=F} (Vật tại tiêu điểm)                        | - Tia phản xạ song song và không giao nhau nên không cho ảnh. - Trường hợp Giới hạn mà trong đó S tiến tới F, khoảng cách của ảnh tiến tới vô tận và ảnh có thể là ảnh thật hoặc ảnh ảo và cùng chiều hoặc ngược chiều với vật dựa vào hướng S tiến tới F phía bên trái hay bên phải. |               |
| {\displaystyle F<S<2F} (Vật giữa tiêu điểm và 2 lần tiêu điểm) | - Ảnh thật - Ngược chiều với vật - Lớn hơn vật |               |
| {\displaystyle S=2F} (Vật ở 2 lần tiêu điểm)                   | - Ảnh thật - Ngược chiều với vật - Bằng vật |               |
| {\displaystyle S>2F} (Vật xa hơn so với 2 lần tiêu điểm)       | - Ảnh thật - Ngược chiều với vật - Bé và không rõ bằng vật - Ở Giới hạn khi S gần vô tận, kích thước ảnh sẽ tiến về 0 khi ảnh tiến về F |               |

## Sự phản xạ ánh sáng trên gương cầu lõm
Gương cầu lõm có tác dụng biến đổi chùm tia tới song song thành chùm tia phản xạ hội tụ tại một điểm, biến đổi chùm tia tới hội tụ hoặc phân kỳ ở vị trí thích hợp thành chùm tia phản xạ song song.

## Ứng dụng
- Archimedes đã tạo gương cầu lõm bằng nhiều gương phẳng xếp (sử dụng những cách hóa học để tạo nên) theo hình vòng cung với mục đích đốt cháy thuyền của địch.
- Ngày nay, gương cầu lõm được dùng để chế tạo kính thiên văn, chao đèn, đo nhiệt độ ở bề mặt trời, dụng cụ dành cho bác sĩ nha khoa...
- Ứng dụng thực tế của gương cầu lõm là: làm các pha đèn (đèn pin, đèn ô tô), chế tạo kính thiên văn,... Một cách sử dụng năng lượng Mặt Trời đó là: sử dụng gương cầu lõm có kích thước lớn tập trung ánh sáng Mặt Trời vào một điểm (để đun nước, nấu chảy kim loại,…), sử dụng năng lượng ánh sáng mặt trời vào việc chạy ôtô, đun bếp, làm pin nhờ vào gương cầu lõm,...

## Một số loại gương khác
- Gương cầu lồi
- Gương phẳng